# Monika Dannemann
Monika Charlotte Dannemann est une patineuse artistique, groupie et artiste allemande, née le 24 juin 1945 à Düsseldorf et morte le 5 avril 1996 à Seaford en Angleterre. Elle a été la dernière petite amie du guitariste Jimi Hendrix, avant d'épouser le guitariste allemand de Scorpions, Uli Jon Roth.

## Patinage artistique
En 1965, Monika Dannemann participe au championnat allemand de patinage artistique pour le club Düsseldorfer EG.

## Relation avec Jimi Hendrix
Dannemann fait la connaissance de Jimi Hendrix le 12 janvier 1969, à Düsseldorf, après un de ses concerts. Ils passent la nuit ensemble et elle l'accompagne à Cologne pour son spectacle suivant. Après une liaison avec le modèle Uschi Obermaier et son retour aux États-Unis, il lui écrit en mars pour l'inviter à New York. Elle le croise à nouveau à Londres le 25 avril 1969, et ils passent à nouveau quelques jours ensemble.
Après sa tournée européenne de septembre 1970, Hendrix reprend contact avec Monika Danemann à Londres. Ils passent quatre nuits dans l'appartement de celle-ci à l'hôtel Samarcande de Notting Hill Gate. Elle prend les dernières photographies de lui, en jean, guitare à la main dans le jardin de l'hôtel. Dans la nuit du 17 au 18, il ingurgite dans l'appartement au moins neuf cachets de barbiturique Vesparax qu'elle a apportés et meurt étouffé par son vomi. 
De sa mort elle donne des versions contradictoires, s'attirant la méfiance des théoriciens du complot qui ne veulent pas voir dans le décès une triste overdose médicamenteuse.

## Fin de vie
Après la mort de Hendrix, Dannemann se lie au guitariste de rock allemand Uli Jon Roth de Scorpions, avec qui elle collabore à plusieurs chansons (dont We'll Burn the Sky), à des dessins de couverture d'album (du deuxième groupe de Roth Electric Sun) et à diverses œuvres d'art. Roth rédige le prologue de son livre autobiographique consacré à sa relation avec Hendrix, intitulé Le monde intérieur de Jimi Hendrix (1995).
Elle se présente surtout ayant été « la fiancée » de Hendrix, donne d'innombrables interviews. À Seaford dans le Sussex de l'Est où elle s’installe, elle crée un véritable sanctuaire dédié au guitariste, apparaît dans des conventions qui  lui sont consacrées, rencontre sa famille à Seattle, etc.. 
Elle meurt à l'âge de 50 ans, se suicidant dans sa voiture, par intoxication au monoxyde de carbone à Seaford. Deux jours plus tôt elle avait perdu un procès en diffamation contre une autre ancienne maîtresse de Hendrix, Kathy Etchingham, les deux femmes s'accusant mutuellement de porter une responsabilité dans la mort d'Hendrix. Selon la presse, le jugement a dissipé l'illusion sur laquelle elle avait bâtie sa vie après la mort d'Hendrix.
Son autobiographie Le monde intérieur de Jimi Hendrix est publiée après sa mort, expurgée des passages diffamatoires.